# Jüdische Gemeinde Lamarche

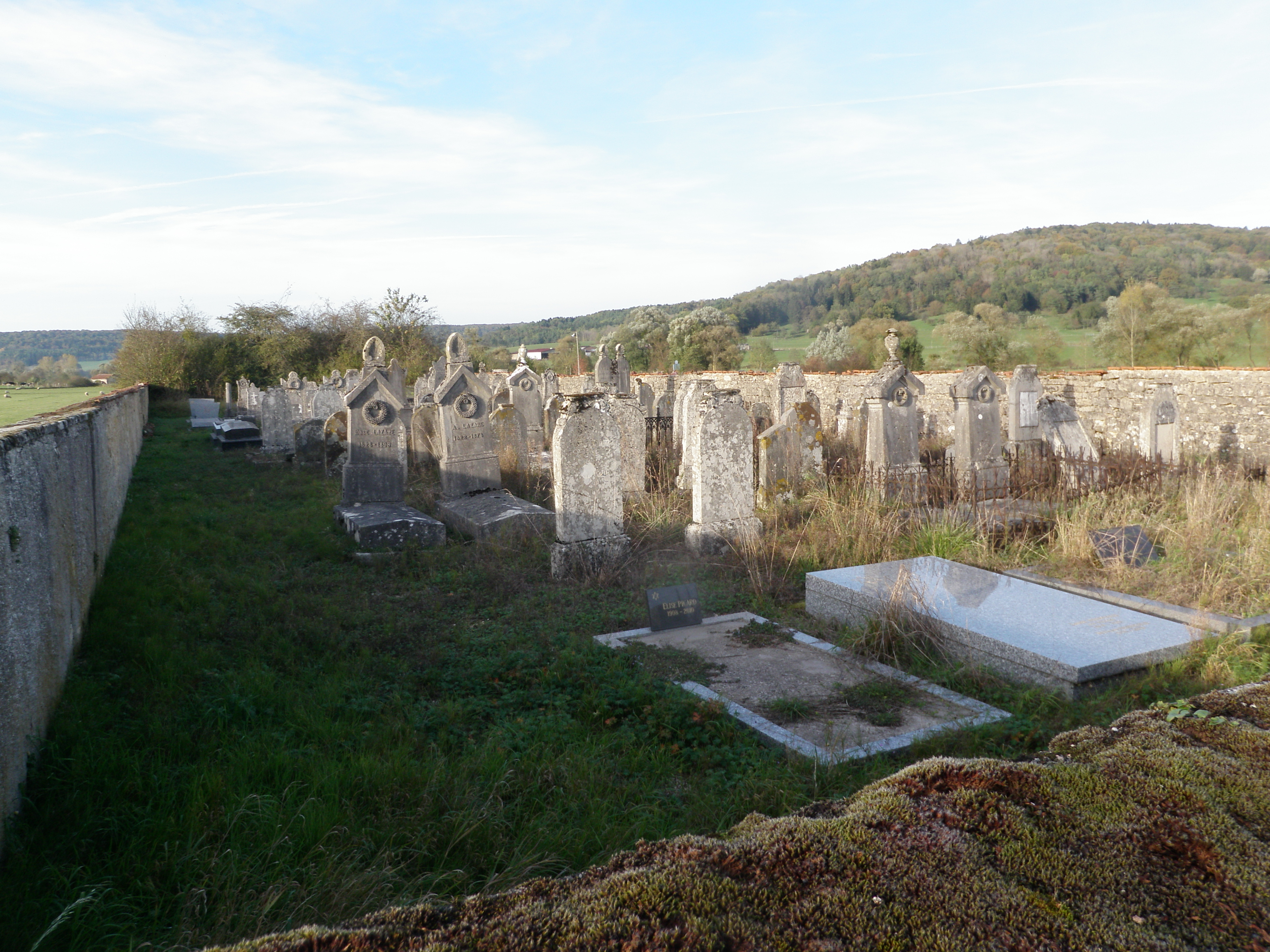
Jüdischer Friedhof in Lamarche

Eine Jüdische Gemeinde in Lamarche, einer französischen Gemeinde im Département Vosges in Lothringen, bestand spätestens seit dem 18. Jahrhundert.

## Geschichte
Im 18. Jahrhundert existierte ein Betsaal, der auch von den jüdischen Bewohnern von Bulgnéville, Damblain und Removille genutzt wurde. Während der deutschen Besatzung im Zweiten Weltkrieg wurden die jüdischen Bürger zunächst im Lager von Ecrouves interniert und danach deportiert und ermordet.

## Friedhof
Der jüdische Friedhof, der am 19. September 1849 eingeweiht wurde, befindet sich an der Landstraße nach Neufchâteau. Ungefähr 100 Grabsteine (Mazevot) sind noch auf dem Friedhof vorhanden. Darunter auch das Grab von Camille Picard, Bürgermeister von Lamarche und Abgeordneter der Nationalversammlung, der 1910 starb.